# Kumçatı
Kumçatı (kurd. Dergûl) ist eine Kleinstadt im zentralen Landkreis der türkischen Provinz Şırnak. Kumçatı ist eine Belediye und liegt in Südostanatolien auf 530 m über dem Meeresspiegel, ca. 21 km westlich von Şırnak an der Straße nach Mardin.
Der ursprüngliche Ortsname lautet Dergül (دركول).
1990 lebten 2.223 Menschen in Kumçatı. 2000 schon 5.005 und 2009 hatte die Gemeinde 6.895 Einwohner.